# Индикатор обледенения
Не путать с Сигнализатором обледенения.

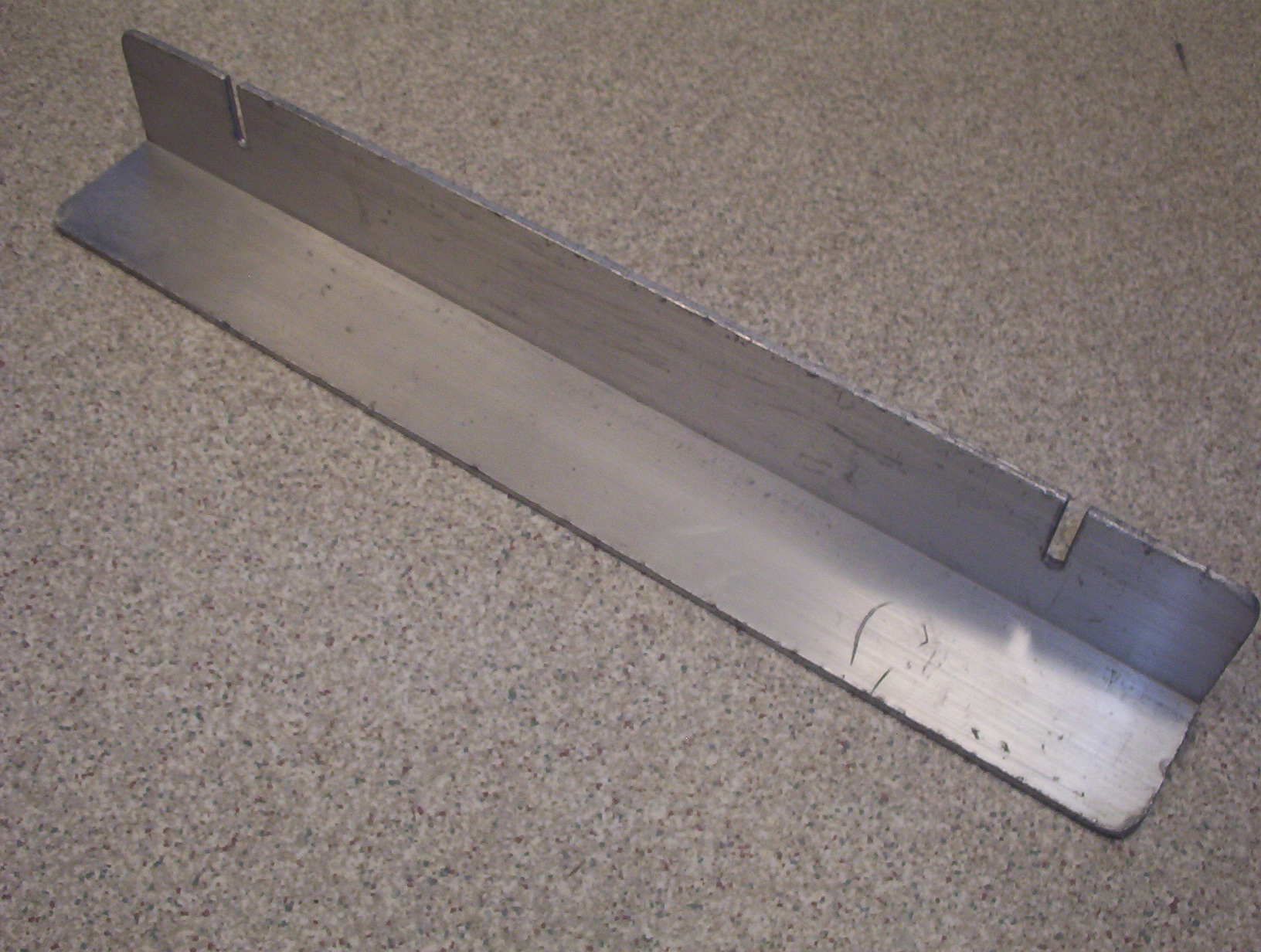
Индикатор обледенения. (Показан в перевёрнутом положении относительно рабочей позиции)

Индика́тор обледене́ния — устройство, информирующее о начале и конце обледенения.

## Общее представление
Индикаторы обледенения — это традиционно простые устройства для непосредственного наблюдения за образованием на них льда или инея из-за изморози, тумана, ледяного дождя и т. п. Обычно представляют собой алюминиевый уголок с шириной полки 40—50 мм и длиной 300—400 мм. Для облегчения монтажа-демонтажа одну из полок снабжают пазами, как показано на представленном рисунке .

## Способ использования
При метеонаблюдениях индикатор обледенения обычно крепят на специальном кронштейне, закреплённом в 2 метрах от поверхности земли и расположенном на внешней стороне метеорологической будки. Контролируемую плоскость индикатора располагают горизонтально с целью облегчения намораживания осадков.
После каждой фиксации обледенения индикатор заменяется на новый, очищенный от ледяных отложений, но имеющий температуру окружающей среды. Последнее необходимо для создания условия немедленного использования.